# Да будет свет (премия)
Да будет свет (арм. Եղիցի լույս) — премия Армянской Апостольской церкви, присуждаемая в рамках кинофестиваля «Золотой абрикос».

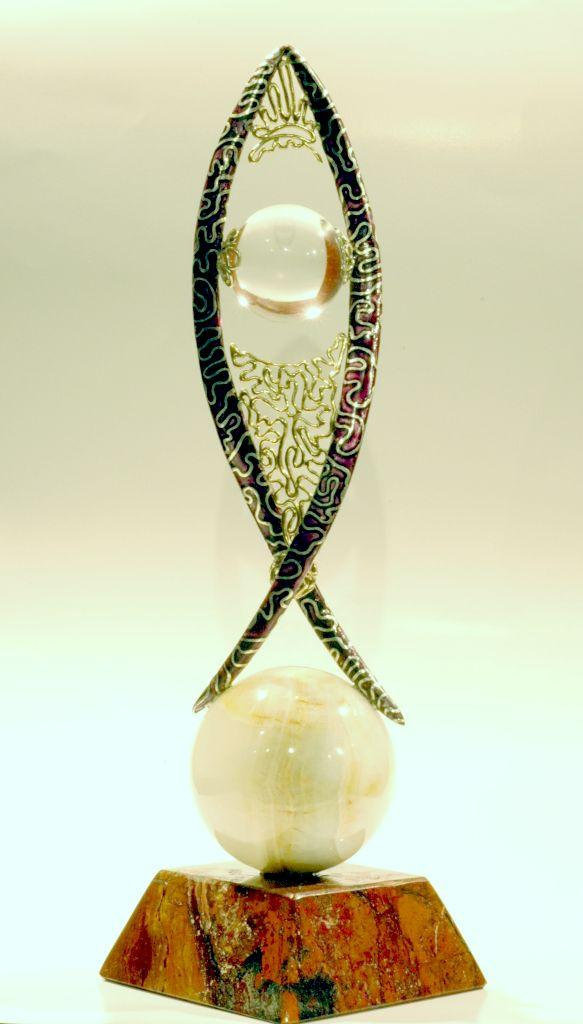
приз премии

## История
Премия присуждается в рамках кинофестиваля Золотой абрикос. Была учреждена Армянской Апостольской Церковью в июле 2012 года, во время проведения IX международного кинофестиваля «Золотой абрикос».

## Награда
Приз, предъставляет собой статуэтку, которая включает в себя христианские и кинематографические символы. Верхняя её часть сделана в форме рыбы, являющейся символом христианства, а нижняя часть выполнена в виде трех полушарий, символизирующих триединство. Глаз рыбы напоминает объектив камеры. Статуэтка дополнена изображениями Креста и Светила.

## Награждённые
- 2012 —  Александр Сокуров (Россия)[1]
- 2013 —  Артавазд Пелешян (Армения)[2]
- 2014 —  Кшиштоф Занусси (Польша)[3]
- 2015 —  Робер Гедигян (Франция)[4]
- 2016 —  Роман Балаян (Украина)[5]
- 2017 —  Тигран Мансурян (Армения)[6]
- 2018 —  Армен Медведев (Россия)[7]
- 2019 —  Александр Миндадзе (Россия)[8]